# Bolax disgamia
Bolax disgamia är en skalbaggsart som beskrevs av Ohaus 1917. Bolax disgamia ingår i släktet Bolax och familjen Rutelidae. Inga underarter finns listade.